# J2 (U-Boot)
HMS J2 war ein U-Boot der britischen Marine, das im Ersten Weltkrieg zum Einsatz gelangte und 1926 selbst versenkt wurde. Das Boot gehörte der aus insgesamt sieben Einheiten bestehenden J-Klasse an und wurde im April 1915 in Auftrag gegeben. Die Kiellegung fand am 3. Mai 1915 auf der Werft der königlichen Marinebasis in Portsmouth statt. Nach dem Stapellauf am 6. November 1915 erfolgte am 1. Juni 1916 die Indienststellung. Erster Kommandant des U-Bootes war Lieutenant Commander A. M. Winser.

## Technik und Modifikationen
Das U-Boot war maximal 83,97 m lang und 7,04 m breit. Es handelte sich in Teilen um ein Doppelhüllenboot, wobei sich die Doppelhülle über etwa 47 m der Gesamtlänge des Rumpfes erstreckte. J2 verfügte über einen Treibstoffvorrat von 91 Tonnen Öl und erreichte eine Seeausdauer von 5000 Seemeilen (bei 12,5 kn Marschfahrt). Drei 12-Zylinder-Vickers-Dieselmaschinen mit (zusammen) 3670 PS ermöglichten dem U-Boot aufgetaucht eine beachtliche Höchstgeschwindigkeit von 19,5 kn. Die Testtauchtiefe lag bei 50 m, die Maximaltauchtiefe bei rund 90 m.
Im Verlauf ihrer Dienstzeit wurden alle U-Boote der J-Klasse umgebaut, unter anderem wurde auf J2 der Bug während einer Werftliegezeit 1918/19 erhöht und in Form eines Klipperbugs modifiziert, was dem Boot eine verbesserte Seetüchtigkeit einbrachte; selbst bei schlechtem Wetter konnten Überwassergeschwindigkeiten von bis zu 17 kn erzielt werden. Bevor alle Boote der Klasse, von einem kriegsbedingten Verlust abgesehen, an die Royal Australian Navy übergeben wurden, kamen 1919 zudem alle vier 457-mm-Bugtorpedorohre von Bord.

## Einsätze im Ersten Weltkrieg
Nach der Indienstnahme wurde J2 zur 11. U-Boot-Flottille in Blyth detachiert und nahm von dort aus ab August 1916 an Patrouillenfahrten in der nördlichen Nordsee teil. Gemeinsam mit den Schwesterbooten J1, J4 und J5 sowie in Zusammenarbeit mit Überwasserstreitkräften operierte das U-Boot in den folgenden zehn Monaten gegen deutsche U-Boote, die durch die Nordsee in den Atlantik auslaufen wollten oder von Feindfahrten zurückkamen. Obgleich dabei alleine im Juni 1917 26 deutsche U-Boote gesichtet und von verschiedenen Schiffen elf Angriffe gefahren wurden, gelangen keine Versenkungserfolge. Im Sommer 1917 kam mit Lieutenant V. M. Cooper ein neuer Kommandant an Bord.

### Versenkung vonU 99
In den Morgenstunden des 7. Juli 1917, kurz nach 7 Uhr, sichtete die Turmbesatzung von J2 in diesigem Wetter nordöstlich des Moray Firth, etwa 70 Seemeilen östlich des Pentland Firth, das an der Oberfläche laufende deutsche U-Boot U 99 unter dem Kommando von Kapitänleutnant Max Eltester, welches am 12. Juni 1917 aus Wilhelmshaven ausgelaufen war, um den britischen Schiffsverkehr zwischen den Shetlands, den Orkneys und der norwegischen Küste anzugreifen. Ohne von der deutschen Besatzung bemerkt worden zu sein, konnte sich J2 bis auf etwa 3600 m dem deutschen U-Boot nähern und feuerte um 7:40 Uhr einen Fächer aus allen vier Bugtorpedorohren auf U 99 ab. Das deutsche U-Boot wurde von mindestens einem Torpedo getroffen, explodierte und sank innerhalb weniger Sekunden. Mit U 99 ging die gesamte Besatzung von 40 Mann unter, es gab keine Überlebenden.

### Einsätze 1917/18
Am 2. August 1917 wurde J2 ferner in einen sogenannten friendly-fire-Zwischenfall verwickelt, als es östlich der Orkney-Inseln einen britischen Geleitzug sichtete. Der Kommandant legte J2 in etwa 40 m Tiefe auf Grund, um das Vorbeiziehen der Schiffe abzuwarten, dabei erfassten indessen zwei Zerstörer der Geleitsicherung das U-Boot und warfen mehrere Wasserbomben auf J2, wobei leichte Schäden am Boot auftraten. In den nachfolgenden Monaten operierte das U-Boot weiterhin in der nördlichen Nordsee, Erfolge konnten aber keine mehr errungen werden. Im Sommer 1918 wurde J2 zwecks einer längeren Werftliegezeit in Liverpool eingedockt. Dort verblieb das Boot bis zum Kriegsende im November 1918.

## Nachkriegszeit und Verbleib
Nach dem Ende des Ersten Weltkrieges beschloss die britische Admiralität, die U-Boote der J-Klasse an die Royal Australian Navy abzugeben. Nachdem J2 zeitweilig außer Dienst gestellt worden war, wurde es am 25. März 1919 unter australischem Kommando (Lieutenant Claud B. Barry) wieder in Dienst gestellt. Vor der Überführung nach Australien via Gibraltar, Malta, Colombo und Singapur, wurden die Bugtorpedorohre aller Boote der J-Klasse entfernt. Ende Juni 1919 erreichten die Boote, darunter J2, in Begleitung des Versorgungsschiffes Platypus Thursday Island. Bei der Ankunft waren alle Boote in vergleichsweise schlechtem Zustand und mussten bis Frühjahr 1920 in die Werft.
J2 und das Schwesterboot HMAS J5 waren ab Mai 1920 in Geelong stationiert. Infolge von Sparmaßnahmen, wirtschaftlichen Problemen und Etatengpässen sowie auch wegen der hohen Unterhaltskosten kamen die U-Boote indessen kaum zum Einsatz und absolvierten nur wenige Manöverfahrten. Am 12. Juli 1922 wurden schließlich alle Boote der Klasse außer Dienst gestellt und in die Reserve versetzt. Nachdem J2 am 26. Februar 1924 an das Melbourne Salvage Syndicate verkauft worden war, wurde es von dieser nach und nach ausgeschlachtet. Der Rumpf des U-Bootes wurde schließlich am 4. Juni 1926 vor Port Phillip, etwa drei Seemeilen von Barwon Heads entfernt, selbst versenkt. Das in knapp 40 m Tiefe liegende Wrack liegt noch heute auf Position 38° 18′ 55″ S, 144° 34′ 44″ O und ist, seit es zu Beginn der 1980er-Jahre entdeckt worden war, ein beliebtes Ziel von Sporttauchern.